# Пять франков «Фиолетовая»
Пять франков «Фиолетовая» или Пять франков «Женщина в шлеме» — французская банкнота, выпущенная Банком Франции, эскиз которой разработан 1 декабря 1917 года и выпущена Банком Франции 4 октября 1918 года. Она сменила банкноту 5 франков Зодиак.

## История
Во время Первой мировой войны происходил выпуск банкнот нового типа: так называемых «боевых билетов» (уже вышли новые банкноты 10 франков Минерва и 20 франков Баярд). Правительство Франции, которое было полностью поглощено военными расходами, приняло решение о выпуске новой 5-франковой банкноты «мобилизация». В это время банкноты получили широкое распространение, по причине того что с серебряными монетами того же номинала расставались неохотно и в торговле они встречались редко. Выпуск в 1933 году новых 5-франковых монет привёл к выходу банкноты 5 франков Фиолетовая из оборота.
12 октября 1933 прекращена печать банкноты, которая возобновилась с 2 сентября 1939 года по 1941 год. Банкнота оставалась в обращении до середины 1940-х годов, когда появилась новая банкнота пять франков Пастух. Банкнота лишена статуса законного платёжного средства с 1 января 1963 года.

## Описание

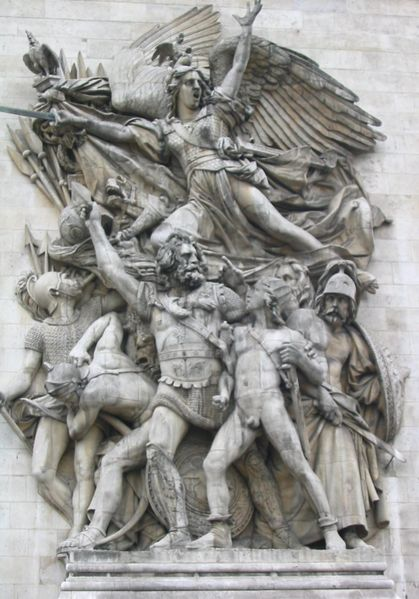
Изображение барельефа созданного Франсуа Рюдом послужившее основой для водяного знака банкноты

Авторами банкноты стали Шарль Вален(Walhain) и Жорж Дюваль, гравёры Романьоль и Эрнест Делош. Основные цвета банкноты фиолетовый и лиловый.
Аверс: в левом верхнем углу аллегорическая фигура Франции, в шлеме. Реверс: докер несёт груз с корабля на причал порта, в левой части банкноты корабль, стоящий в порту.
Водяной знак представляет собой воина в шлеме. Изображение было взято с барельефа созданного в 1792 году: отъезд добровольцев, автором которого является Франсуа Рюд. Барельеф расположен на фасаде триумфальной арки на Площади Шарля де Голля. Размеры банкноты составляют 125 мм х 80 мм.